# 源氏物語 千年の謎
『源氏物語 千年の謎』（げんじものがたり せんねんのなぞ）は、2011年12月10日に公開された日本映画。配給は東宝。主演は生田斗真。上演時間2時間16分。

## 概要
『源氏物語』そのものではなく、髙山由紀子の小説『源氏物語 悲しみの皇子』（文庫版では『源氏物語 千年の謎』に改題）の映画化作品である。
『源氏物語』の作者である紫式部と時の権力者藤原道長が男女の関係にあったという設定の下、平安時代の式部の物語と、式部の書いた光源氏の物語が同時進行して交錯する。

## あらすじ
怨霊がうごめく平安京、朝廷での更なる権力を求める藤原道長は、娘の彰子に皇子を産ませるために、帝（みかど）の心を掴む方策を練っていた。紫式部の身体を手に入れた上で、帝に捧げる物語の執筆を命じる道長。
紫式部の紡ぐ『源氏物語』は、帝や宮中の人々を魅了していった。義理の母への道ならぬ想いに悩みつつ、多くの女性と恋の遍歴を繰り広げる光源氏。そして、女たちを恨む六条御息所の生霊。
彰子は無事に皇子を産んだが、紫式部の物語は続いていった。陰陽師の安倍晴明には、紫式部の身体を巡る鬼のような「毒」が見えていた。『源氏物語』の中では、六条御息所の生霊が葵の上を殺そうとしていた。その物語の中に入って御息所を祓い、紫式部の「修羅の心」の強さを案じる安倍晴明。しかし、道長は紫式部に物語を書き続けさせた。
物語の中で安倍晴明に、光源氏への愛を狂おしく語る六条御息所。その姿の中に、道長に対する紫式部の愛を読み取る安倍晴明。六条御息所は伊勢に去り、現実の世界でも紫式部が都を離れた。紫式部は、我が身が鬼となる前に去り、道長を救ったと語る安倍晴明。道長の化身である光源氏は、紫式部が道長を想い続ける限りいつまでも、物語の中で苦しい愛の日々を生き続けるのだった。

## キャスト

### 光源氏の物語
- 光源氏（生田斗真）
- 藤壺中宮、桐壺更衣（真木よう子）
- 葵の上（多部未華子）
- 夕顔（芦名星）
- 六条御息所（田中麗奈）
- 桐壺帝（榎木孝明）
- 弘徽殿女御（室井滋）
- 王命婦（佐久間良子）（特別出演）
- 頭中将（尾上松也）
- 藤原惟光（若葉竜也）
- 左大臣（竹嶋康成）
- 御息所の女房（辻千春、中村祐美子、サカモトワカコ）
- 夕顔家の女童（高橋綾沙）

### 式部の物語
- 紫式部 （中谷美紀）
- 藤原道長（東山紀之）
- 安倍晴明（窪塚洋介）
- 彰子（蓮佛美沙子）
- 藤原行成（甲本雅裕）
- 一条天皇（東儀秀樹）
- 藤原伊周（佐藤祐基）
- 式神（MariEri）

## スタッフ
- 製作総指揮：角川歴彦
- 製作：井上伸一郎、濱名一哉、市川南、羽雁彰、藤島ジュリー景子、辰巳隆一、森越隆文、常田照雄
- エグゼクティブプロデューサー：椎名保
- プロデューサー：土川勉、鈴木光、岡田和則、坂本忠久
- 監督：鶴橋康夫
- 助監督：蔵方政俊、中川裕介
- 脚本：川崎いづみ、髙山由紀子
- 音楽：住友紀人
- 音楽プロデューサー：長崎行男
- 録音：甲斐匡
- 編集：田中愼二
- 撮影：藤石修
- 美術：今村力
- 照明：磯野雅宏
- アクションコーディネーター：諸鍛冶裕太
- VFX・ラボ：IMAGICA
- 特別協力：東映京都撮影所、井筒企画
- 制作プロダクション：光和インターナショナル
- 製作：角川映画、TBSテレビ、東宝、中部日本放送、ジェイ・ストーム、毎日放送、RKB毎日放送、毎日新聞社
- 配給：東宝

## テレビ放送
| 回数 | テレビ局 | 番組名（放送枠名） | 放送日         | 放送時間      | 放送分数 | 視聴率 |  |
| ---- | -------- | ------------------ | -------------- | ------------- | -------- | ------ |  |
| 1    | TBS      | 年末映画特別企画   | 2015年12月29日 | 22:00 - 23:54 | 114分    | 5.3%   |  |

- 視聴率はビデオリサーチ調べ、関東地区・世帯・リアルタイム。